# Intercolonial Railway

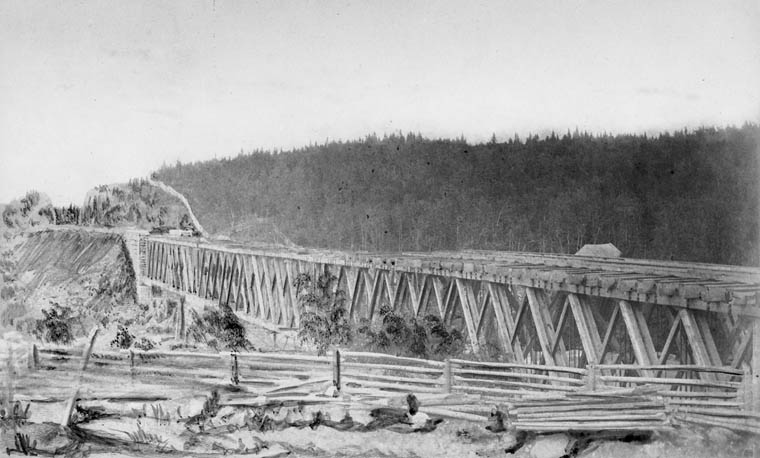
Pont de Rivière

Los Ferrocarriles Intercoloniales de Canadá (Intercolonial Railway en inglés), conocido como IRC, por sus siglas en inglés fueron un servicio ferroviario canadiense operativo entre los años 1872 al 1918, año en el que pasó a formar parte de la Red Ferroviaria Canadiense.
Fue una de las primeras empresas estatales en tiempos de la corona.

## Historia
El plan de conectar varios puntos de las colonias británicas en América mediante vías férreas empezó en los años 30 del siglo XVIII. En las décadas posteriores a la Guerra de 1812 y ante los problemas de inseguridad, los colonos del Alto y Bajo Canadá pidieron mejoras en las comunicaciones ferroviarias con las colonias atlánticas de Nueva Escocia y Nuevo Brunswick, y la extensión hasta Terranova y Labrador e Isla del Príncipe Eduardo.
La conexión entre la [entonces] provincia de Canadá con las colonias británicas del litoral supuso un mayor abastecimiento militar durante los meses de invierno, cuando las aguas del golfo de San Lorenzo están congeladas, imposibilitando los suministros vía marítima. Este nuevo servicio también tenía fines económicos.
A lo largo de los años se han ido ampliando las líneas por el sur, norte y centro. En 1849 el Mayor sugirió la norte para defenderse de cualquier ataque estadounidense.